# Laís Souza

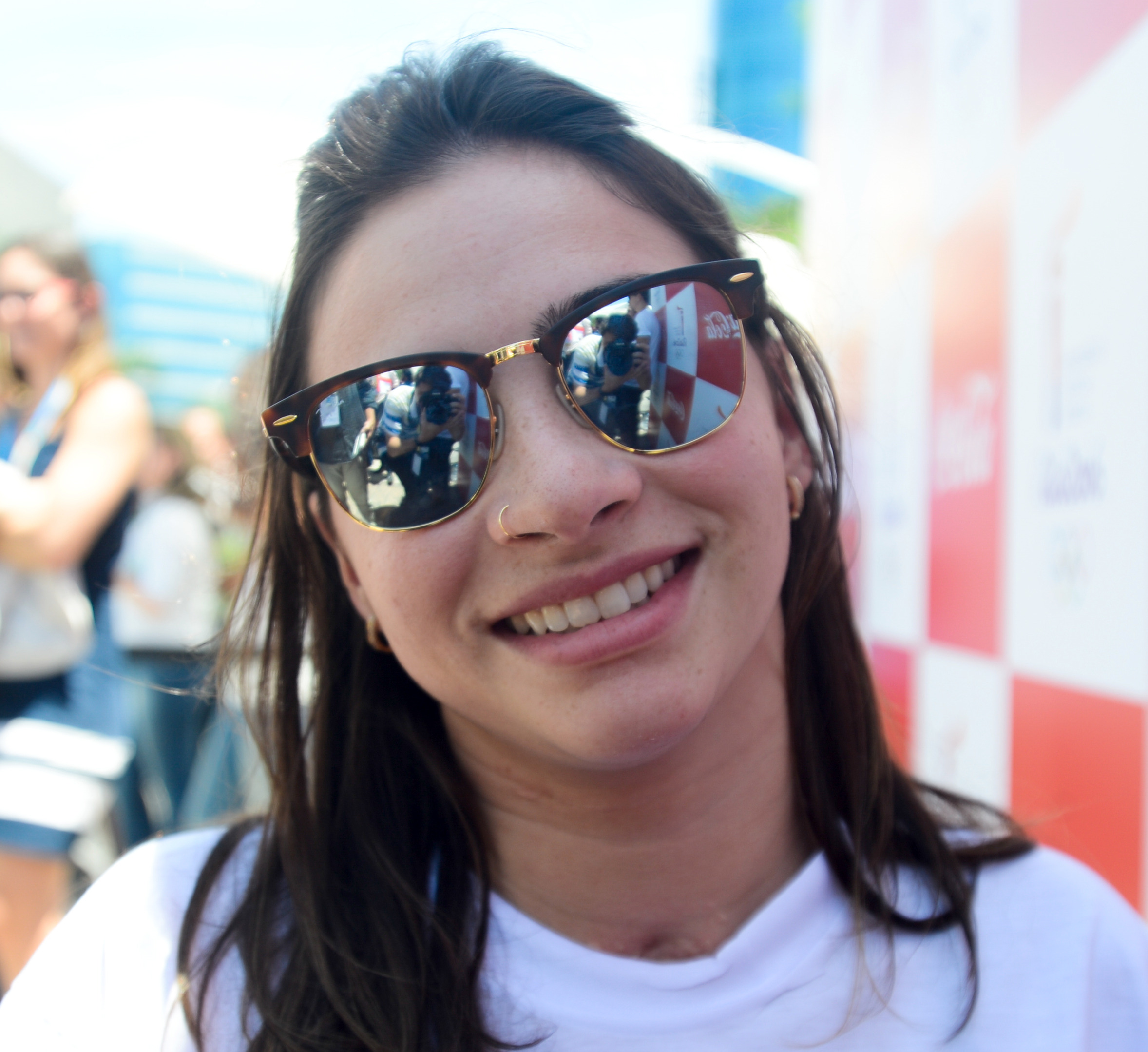
Laís Souza 2016

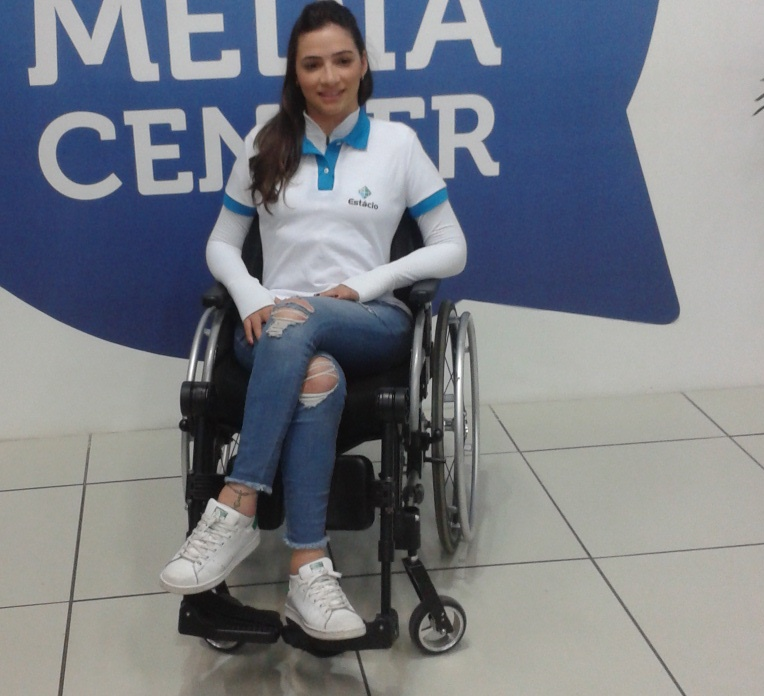
Laís Souza im Rollstuhl

Laís da Silva Souza (* 13. Dezember 1988 in Ribeirão Preto) ist eine ehemalige brasilianische Kunstturnerin und Freestyle-Skierin. Souza vertrat das brasilianische Turnteam von 2003 bis 2008 international und half dem brasilianischen Team, sich für zwei Olympische Sommerspiele zu qualifizieren. Im Jahr 2013 begann sie mit dem Wintersport Freestyle-Skiing und qualifizierte sich für die Olympischen Winterspiele 2014, wurde aber bei einem Unfall während des Trainings Wochen vor den Olympischen Spielen gelähmt.

## Turnerische Karriere

### 2003–2004
Laís da Silva Souzas erster wichtiger Wettkampf im brasilianischen Team waren die Panamerikanischen Spiele 2003, bei denen Brasilien im Mannschaftswettbewerb den dritten Platz hinter dem Team USA und dem Team Kanada belegte. Im selben Jahr, bei den Weltmeisterschaften im Kunstturnen 2003, gehörte sie zum brasilianischen Team, das sich für die Olympischen Sommerspiele 2004 qualifizierte. Das brasilianische Team belegte bei den Weltmeisterschaften im Kunstturnen 2003 den achten Platz. Bei ihren ersten Olympischen Spielen belegte das brasilianische Team den neunten Platz und da Silva Souza erhielt 9,387 Punkte am Sprung, 8,762 am Barren, 9,375 am Balken und 8,675 am Boden.

### 2005–2008
Im Jahr 2005 nahm sie am Weltcup in São Paulo teil, wo sie mit 15,112 Punkten den zweiten Platz am Sprung belegte. Cheng Fei gewann die Goldmedaille (15,6) und Elena Zamolodchikova gewann die Bronzemedaille (14,875). Souza nahm 2006 an den Weltmeisterschaften im Kunstturnen teil und belegte am Sprung mit 14,987 Punkten den vierten Platz. Oksana Chusovitina gewann die Bronzemedaille (15,1), Alicia Sacramone die Silbermedaille (15,325) und Cheng Fei die Goldmedaille (15,712). Außerdem wurde sie Achte am Boden (14,75), und Brasilien wurde Siebter im Mannschaftswettbewerb. Im Jahr 2006 wurde sie zur brasilianischen Sportlerin des Jahres gewählt. 2007 gewann Laís 3 Medaillen bei den Panamerikanischen Spielen 2007. Brasilien wurde im Mannschaftsfinale Zweiter hinter dem Team USA. Sie wurde Dritte am Sprung (14,650) und am Barren (15,050). Außerdem verhalf sie dem brasilianischen Team bei den Weltmeisterschaften im Kunstturnen 2007 dazu, sich zum zweiten Mal mit einer kompletten Mannschaft für die Olympischen Sommerspiele zu qualifizieren. Bei den Olympischen Sommerspielen 2008 belegte Brasilien den achten Platz im Mannschaftsfinale, das bisher beste Mannschaftsergebnis für Brasilien. Ihr bestes Einzelergebnis bei dieser Olympiade war Platz 26 am Barren (14,775).

### 2011–2012
Souza kehrte 2011 nach einer dreijährigen Pause, in der sie sich von Verletzungen erholte, in den Wettkampf zurück. Nach mehreren Knieoperationen nahm sie ihr Training wieder auf und wurde im Juni 2012 in ihr drittes Olympiateam berufen. Wenige Wochen vor den Spielen verletzte sich Souza bei einem Training am Barren an der Hand und musste den Wettkampf aufgeben. Sie wurde durch Ethiene Franco ersetzt.

## Privates
Im Februar 2015 outete sie sich in einem Interview für das brasilianische Magazin TPM als homosexuell und sagte: „Ich habe eine Freundin, ich bin schon seit einigen Jahren lesbisch. Ich hatte einige Freunde, aber jetzt bin ich lesbisch“.